# Sylvia Limmer
Pour les articles homonymes, voir Limmer.
Sylvia Limmer, née le 8 février 1966 à Bayreuth, est une biologiste et une femme politique allemande de l'AfD. Elle est membre du Parlement européen de 2019 à 2024.

## Biographie

### Vie professionnelle et privée
Après avoir obtenu son diplôme de biologie et son doctorat, Sylvia Limmer travaille dans une jeune entreprise de biotechnologie spécialisée dans le développement de méthodes et de médicaments (RNAi therapeutics) pour l'inhibition ciblée de certains gènes. Elle est responsable du département de biologie cellulaire. Elle est impliquée dans plusieurs brevets internationaux.
Après une interruption de plusieurs années dans l'éducation des enfants, elle créé sa propre entreprise. En 2006, elle termine avec succès ses études en médecine vétérinaire.
Sylvia Limmer est mariée et mère de deux enfants.

### Carrière politique
Sylvia Limmer est membre de l'AfD depuis 2016 et vice-présidente de l'association de district AfD de Bayreuth. Au sein de l'AfD, elle est impliquée dans les questions d'environnement, de protection des consommateurs et de protection des animaux au niveau des États et au niveau fédéral. Elle s'engage en faveur d'un changement de la politique climatique actuelle et représente des positions européennes essentielles.
Elle est élue au Parlement européen en 2019. 